# IC 4752
IC 4752 ist eine Spiralgalaxie vom Hubble-Typ Sa im Sternbild Pfau am Südsternhimmel. Sie ist schätzungsweise 217 Millionen Lichtjahre von der Milchstraße entfernt und hat einen Durchmesser von etwa 45.000 Lj.

Im selben Himmelsareal befinden sich u. a. die Galaxien IC 4741, IC 4742, IC 4748, IC 4755.
Das Objekt wurde am 20. Juli 1901 von DeLisle Stewart entdeckt.